# 彭妮·海恩斯
彭妮·海恩斯（英語：Penny Heyns，1974年11月8日—），南非女子游泳运动员。她曾代表南非参加1992年、1996年和2000年夏季奥林匹克运动会游泳比赛，获得二枚金牌和一枚铜牌。

## 外部連結
- 彭妮·海恩斯在国际奥林匹克委员会的资料